# 米霍·博什科维奇
米霍·博什科维奇（1983年1月11日—），克罗地亚男子水球运动员。他曾代表克罗地亚国家队参加2008年和2012年夏季奥林匹克运动会水球比赛，其中2012年奥运会获得一枚金牌。